# Sigrid Graumann
Sigrid Graumann (geboren 3. August 1962 in Möckmühl) ist eine deutsche Biologin und Philosophin. Sie ist seit 2011 Professorin für Ethik an der Evangelischen Hochschule Bochum, die sie seit 2017 als Rektorin leitet. Von 2016 bis 2024 gehörte sie dem Deutschen Ethikrat an.

## Werdegang
Sigrid Graumann studierte Biologie mit Hauptfach Humangenetik und Philosophie an der Universität Tübingen. Nachdem sie das Studium 1993 mit dem Diplom abgeschlossen hatte, war sie von 1994 bis 1997 Mitglied im Graduiertenkolleg „Ethik in den Wissenschaften“ der Universität Tübingen und von 1997 bis 2002 wissenschaftliche Mitarbeiterin am Interfakultären Zentrum für Ethik in den Wissenschaften, seit 2009 umbenannt in Internationales Zentrum für Ethik in den Wissenschaften (IZEW) in Tübingen. Im Jahr 2000 promovierte sie im Bereich Humangenetik mit einer Arbeit über wissenschaftstheoretische und ethische Fragen der somatischen Gentherapie. Von 2002 bis Ende 2008 war sie als wissenschaftliche Mitarbeiterin am gemeinnützigen Institut Mensch, Ethik und Wissenschaft (IMEW) in Berlin beschäftigt.
Im Jahr 2009 schloss sie eine zweite Promotion im Bereich Philosophie zu menschenrechtsethischen Fragen im Zusammenhang mit der Umsetzung der UN-Behindertenrechtskonvention an der Universität Utrecht ab. Ab 2009 war sie als akademische Rätin am Institut für Sozialwissenschaften der Universität Oldenburg beschäftigt, bevor sie 2011 als Professorin für das Lehrgebiet Ethik im Fachbereich Heilpädagogik und Pflege an die Evangelische Hochschule Bochum wechselte. Von 2016 bis 2017 war sie dort Prorektorin für Forschung und Weiterbildung und seit 2017 leitet sie die Hochschule als Rektorin.
Sie war und ist aktiv in zahlreichen Gremien der ethischen Politikberatung. Auf Vorschlag von Bündnis 90/Die Grünen wurde sie 2016 in den Deutschen Ethikrat berufen, dem sie bis 2024 angehörte.

## Schwerpunkte
Im Deutschen Ethikrat engagiert sie sich besonders in den Bereichen Biomedizin, Bioethik und Behinderung sowie mit sozialethischen Fragen biomedizinischer Forschung und Praxis.
Darüber hinaus gehören zu den Schwerpunkten ihrer Forschung allgemeine und angewandte Aspekte der Berufsethiken von Heilpädagogik, Pflege und anderen sozialen Berufen sowie Menschenrechte und soziale Gerechtigkeit mit Blick auf benachteiligte Menschen.

## Mitgliedschaften
- 2000–2002 Mitglied der Enquete-Kommission Recht und Ethik der modernen Medizin des Deutschen Bundestages
- 2003–2005 Mitglied der Enquete-Kommission Ethik und Recht der modernen Medizin des Deutschen Bundestages
- 2004–2016 Mitglied der Zentralen Ethikkommission bei der Bundesärztekammer.
- 2009–2016 Mitglied der Gendiagnostikkommission der Bundesregierung.
- 2011–2014 Mitglied im Fachausschuss beim Beauftragten der Bundesregierung für die Belange behinderter Menschen
- 2016–2024 Mitglied im Deutschen Ethikrat
- 2018–2025 Mitglied im Vorstand des Fachverbands Behindertenhilfe und Psychiatrie der Diakonie RWL
- 2019–2022 Mitglied in der Forschungsethikkommission der Deutschen Gesellschaft für Soziale Arbeit
- 2023–2024 Mitglied der Kommission zur Reproduktiven Selbstbestimmung und Fortpflanzungsmedizin der Ampel-Regierung
- Seit 2018 Mitglied im wissenschaftlichen Beirat der Bundeszentrale für politische Bildung
- Seit 2021 Mitglied im Kuratorium des evangelischen Studienwerks Villigst
- Seit 2023 Mitglied der Tierschutzkommission beim Bundesministerium für Ernährung und Landwirtschaft
- Mitglied der Deutschen Gesellschaft für Philosophie
- Mitglied der Akademie für Ethik in der Medizin (2004–2012 im Vorstand)

## Schriften (Auswahl)
- Erfüllung von Kinderwünschen mit Hilfe Dritter - die transnationale Praxis der Eizellspende. In: Zeitschrift für medizinische Ethik 70, 2024, S. 16–32. https://brill.com/view/journals/zfme/70/1/article-p16_2.xml (open source)
- "Altruistische" Leihmutterschaft. Was, wenn sie das Kind behalten will? in: Berliner Zeitung, 2024, https://www.berliner-zeitung.de/open-source/altruistische-leihmutterschaft-was-wenn-sie-das-kind-behalten-will-li.2229284 (open source)
- Dieter Birnbacher contra Sigrid Graumann: Organspende. Streitfrage. Westend, Frankfurt am Main 2023, ISBN 978-3-86489-352-0.
- Individuelle Freiheit und öffentlicher Gesundheitsschutz - ein Widerspruch? Lehren aus der Covid-19-Pandemie aus ethischer Sicht. In: Jahrbuch Sozialer Protestantismus Band 14, 2022, Öffentliche Gesundheit, S. 157–172.
- "Vulnerabilität und Resilienz". Ein Überblick zur Stellungnahme des Ethikrates zur COVID-19-Pandemie und ihre Bedeutung für die professionellen Handlungsfelder im Sozialwesen. In: EthikJournal Jg. 8, Nr. 2, 2022. https://www.ethikjournal.de/fileadmin/user_upload/ethikjournal/Texte_Ausgabe_2022_2/Graumann_Ethikjournal_2_22.pdf (open source)
- Ende des Schicksals. Genomeditierung in der Medizin. In: Aus Politik und Zeitgeschichte Jg. 72, Nr. 34–35, 2022, S. 21–26, https://www.bpb.de/shop/zeitschriften/apuz/gentechnik-2022/512107/ende-des-schicksals/ (open source)
- Relationale Autonomie - ein Kommentar zur Diskussion über die Neuregelung des assistierten Suizids. In: M. Bobbert (Hrsg.): Assistierter Suizid und Freiverantwortlichkeit, Nomos, Baden-Baden 2022, S. 181–189.
- Theresia Degener, Klaus Eberl, Sigrid Graumann, Olaf Maas, Gerhard K. Schäfer (Hrsg.): Menschenrecht Inklusion. 10 Jahre UN-Behindertenrechtskonvention. Bestandsaufnahme und Perspektiven zur Umsetzung in sozialen Diensten und diakonischen Handlungsfeldern. Vandenhoeck & Ruprecht, Göttingen 2016, ISBN 978-3-7887-3080-2.
- Assistierte Freiheit. Von einer Behindertenpolitik der Wohltätigkeit zu einer Politik der Menschenrechte. Campus, Frankfurt am Main 2011, ISBN 978-3-593-39396-4.
- mit Lisa Koopmann: Neue Entwicklungen in der pränatalen Diagnostik – gesellschaftliche und ethische Fragen. [Elektronische Quelle]. Ev. Hochschule Rheinland-Westfalen-Lippe, Bochum 2019. (kidoks.bsz-bw.de) (opensource)
- Forschung mit, an und für Menschen mit Behinderung. In: Behindertenpädagogik. Band 2, 2018, S. 118–133.
- Assistierte Autonomie – das Rechte und das Gute für Menschen mit komplexen Beeinträchtigungen? In: J. Müller, R. Lelgemann (Hrsg.): Menschliche Fähigkeiten und komplexe Behinderungen. Philosophie und Sonderpädagogik im Gespräch mit Martha Nussbaum. Darmstadt 2018, S. 68–82.
- Assistierte Freiheit. Vorschlag einer moralphilosophischen Begründung sozialer Menschenrechte über verbindliche gemeinschaftliche Solidaritätspflichten. In: Jahrbuch für Ethik und Recht. Band 22, 2014, S. 229–249.
- Kann Zwang ethisch gerechtfertigt sein? Ethische Überlegungen zu unfreiwilligen psychiatrischen Behandlungen. In: T. Henking, J. Vollmann (Hrsg.): Gewalt und Psyche. Die Zwangsbehandlung auf dem Prüfstand. Baden-Baden 2014, S. 123–151.
- Assistierte Freiheit. Von einer Behindertenpolitik der Wohltätigkeit zu einer Politik der Menschenrechte. Frankfurt am Main 2011, ISBN 978-3-593-39396-4.
- Sorge und Gerechtigkeit. Wie sollte eine angemessene Konzeption sozialer Gerechtigkeit für behinderte Menschen aussehen? In: Zeitschrift für politische Theorie. Band 2, Nr. 1, 2011, S. 23–40.
- Zulässigkeit später Schwangerschaftsabbrüche und Behandlungspflicht von zu früh und behindert geborenen Kindern – ein ethischer Widerspruch? In: Ethik in der Medizin. Band 22, Nr. 2, 2011, S. 123–134.
- mit Ingrid Schneider (Hrsg.): Verkörperte Technik - Entkörperte Frau. Biopolitik und Geschlecht. Frankfurt am Main 2003, ISBN 3-593-37358-0.